# Валантен, Франсуа
Франсуа Валантен (фр. François Valentin; 1763—1822) — французский военный деятель, бригадный генерал (1800 год), барон (1809 год), участник революционных и наполеоновских войн.

## Биография
Родился в семье Франсуа Валантена (фр. François Valentin; 1704—) и Мадлены Дюпон (фр. Madeleine Dupont; 1724—). Поступил на военную службу 1 марта 1780 года простым солдатом в пехотный полка Генерал-полковника. 1 июня 1786 года получил звание капрала. 29 февраля 1788 года вышел в отставку. 14 августа того же года возвратился к службе солдатом пехотного полка Дофинe (с 1 января 1791 года – 38-й пехотный полк). К началу революционных войн был старшим сержантом. 1 октября 1792 года стал аджюданом полка. 11 ноября 1792 года Валантен был избран старшим аджюданом 5-го батальона волонтёров Марны. Участвовал в кампаниях 1792-93 годов в рядах Мозельской армии. 18 февраля 1793 года был избран сослуживцами капитаном. С 1793 по 1796 годы служил в Западной армии. 19 февраля 1794 года зачислен в штаб 143-й пехотной полубригады в качестве адъютанта. 18 апреля 1794 года получил звание командира батальона штаба. 4 ноября 1795 года дослужился до звания полковника штаба. 1 января 1796 года был определён в Армию Берегов Океана. Участвовал в кампании в Вандее. 23 марта 1796 года в 9 часов утра во главе колонны из 100 гренадер 52-й полубригады линейной пехоты обрушился на вандейцев возле фермы Ла Гийоньере и в течение двух с половиной часов преселедовал Шаретта, одного ил лидеров Вандейского восстания и главу Католической и Королевской армии. Шаретт в итоге попал в плен к генералу Траво и был расстрелян 29 марта в Нанте.
В 1797 году переведён в Итальянскую армию генерала Бонапарта. 5 марта был зачислен в дивизию Дальманя. 9 апреля 1798 года присоединился к Восточной армии в Марселе. Принял участие в Египетской экспедиции Наполеона. 23 июня 1798 года был назначен начальником штаба 2-й пехотной дивизии генерала Бона. С 11 декабря 1798 года по 15 января 1799 года занимал пост коменданта Суэца. С 15 января 1799 года участвовал в Сирийской экспедиции. 17 апреля 1799 года ранен пулей в правое бедро при осаде Акры. 1 августа 1799 года был назначен комендантом провинции Розетта. В конце марта 1800 года служил под началом Ланюсса в Мехалехе и Кебире.
23 сентября 1800 года произведён генералом Мену, главкомом Восточной армии, в бригадные генералы. 1 октября возглавил бригаду в дивизии Ланюсса. 21 марта 1801 сражался на левом фланге при Канопусе. В апреле 1801 года отправлен в Рахмани для поддержания сообщения с Каиром, апрель 1801 года. 9 мая отступил к Фулаху. В мае перешёл под начало генерала Ренье.
23 сентября 1801 года возвратился во Францию и с 19 марта 1802 года служил в 14-м военном округе. 19 сентября 1805 года присоединился к Итальянской армии и возглавил 2-ю бригаду сводной пехотной дивизии генерала Партуно. 1 февраля 1806 года перешёл в дивизию Дюэма, а 21 февраля уже под началом генерала Гарданна. Действовал в рядах Армии Неаполя. С 2 апреля 1806 года участвовал в осаде Гаэты, а после капитуляции крепости назначен её комендантом. 7 ноября 1807 года получил задание захватить Корфу, после чего вновь вернулся к выполнению функции коменданта Гаэты.
5 июня 1808 года в Неаполе женился на Анне Парруасс (фр. Anne Adelaide Amenaide Parroisse; 1791—1863), дочери главного хирурга короля Жозефа.
16 марта 1809 года возвратился в состав Итальянской армии и 2 мая того же года возглавил бригаду в составе пехотной дивизии генерала Дюрютта. Участвовал в кампании 1809 года. 14 июня был тяжело ранен в сражении при Раабе. 30 октября 1809 года назначен командиром 2-й бригады 2-й резервной пехотной дивизии и 6 ноября присоединился к Армии Испании. 11 января 1810 года – командир 1-й бригады 2-й пехотной дивизии генерала Ренье. С 31 января 1810 года в составе дивизии Боне. В начале 1811 года занял пост военного коменданта Витории.
1 октября 1811 года возвратился во Францию. С 8 ноября 1811 года служил в 17-м военном округе, командуя островом Горе. 25 декабря 1811 года присоединился к Эльбскому наблюдательному корпусу. 23 января 1812 года сменил генерала Компера во главе 2-й бригады 8-й пехотной дивизии генерала Вердье данного корпуса. Участвовал в Русской кампании 1812 года в составе 2-го корпуса маршала Удино Великой Армии. С 1 июня командовал 3-й бригадой в дивизии Вердье. В первом сражении при Полоцке 18 августа 1812 года возглавил после ранения генерала Вердье всю дивизию, но и сам получил тяжёлое ранение. Валантен вынужден был возвратиться во Францию и 11 сентября 1812 года вышел в отставку. Умер 13 ноября 1822 года в Суасоне в возрасте 59 лет.

## Воинские звания
- Солдат (1 марта 1780 года);
- Капрал (1 июня 1786 года);
- Солдат (14 августа 1788 года);
- Капрал (26 октября 1788 года);
- Сержант (20 сентября 1789 года);
- Старший сержант (1 января 1792 года);
- Младший лейтенант (1 октября 1792 года);
- Лейтенант (11 ноября 1792 года);
- Капитан (18 февраля 1793 года);
- Командир батальона штаба (18 апреля 1794 года);
- Полковник штаба (4 ноября 1795 года);
- Бригадный генерал (23 сентября 1800 года, утверждён 14 декабря 1801 года).

## Титулы
- Барон Валантен и Империи (фр. baron Valentin et de l'Empire; декрет от 15 августа 1809 года, патент подтверждён 9 декабря 1809 года в Париже)[3][4].

## Награды
Легионер ордена Почётного легиона (11 декабря 1803 года)
 Коммандан ордена Почётного легиона (14 июня 1804 года)
 Командор королевского ордена Обеих Сицилий (19 мая 1808 года)